# Lampruna rosea
Lampruna rosea là một loài bướm đêm thuộc phân họ Arctiinae, họ Erebidae.